# Zahlungsdiensterecht
Das Zahlungsdiensterecht ist ein in allen EU-Mitgliedstaaten geltendes Rechtsgebiet, das sich mit dem über Kreditinstitute abgewickelten nationalen Zahlungsverkehr befasst.

## Allgemeines
Ursprung des EU-weiten Zahlungsdiensterechts war die erste EU-Zahlungsdiensterichtlinie vom November 2007. Die Umsetzung der EU-Zahlungsdiensterichtlinie im Jahr 2009 hat das nationale Zahlungsverkehrsrecht maßgeblich geändert und inhaltlich neu reguliert. War dieses bisher im Wesentlichen durch individualvertragliche Rahmenbedingungen und die Rechtsprechung geprägt, ist seitdem – zumindest das Rechtsverhältnis zwischen Zahlungsdienstnutzer und Zahlungsdienstleister – insbesondere im Zahlungsdiensteaufsichtsgesetz (ZAG) umfassend gesetzlich geregelt. Bei den verschiedenen Instrumenten des bargeldlosen Zahlungsverkehrs stehen die Überweisung, Echtzeitüberweisung und die Lastschrift im Vordergrund. Bei der Banküberweisung liegt die Initiative für den Zahlungsvorgang beim Schuldner (Zahler). Das Gegenstück der Überweisung ist die Lastschrift. Hier hat es der Gläubiger (Zahlungsempfänger) in der Hand, seine Forderungen einzuziehen. Grundlage ist eine entsprechende Lastschriftabrede. Immer größere Bedeutung gewinnen Kredit- und Debitkarten sowie elektronische Zahlungsverkehrssysteme, die Barzahlungen, nicht aber Überweisung und Lastschrift, mehr und mehr ersetzen.
Mit der Richtlinie (EU) 2015/2366 wurde die erste Zahlungsdiensterichtlinie aufgehoben und das ZAG entsprechend mit dem Gesetzentwurf zur Umsetzung der Zweiten Zahlungsdiensterichtlinie (Bundestagsdrucksache 18/11495 vom 13. März 2017) in der vom Finanzausschuss geänderten Fassung (Bundestagsdrucksache 18/12568 vom 31. Mai 2017) am 1. Juni 2017 vom Deutschen Bundestag geändert.

## Das Girokonto
Technische Grundlage der Durchführung des bargeldlosen Zahlungsverkehrs ist das Girokonto. Das Girokonto ist insofern nicht nur wesentliches Instrument des Einlagengeschäfts, sondern auch des Zahlungsverkehrs. Rechtsgrundlage des bargeldlosen Zahlungsverkehrs ist der Girovertrag. Zivilrechtlich handelt es sich dabei um ein Dauerschuldverhältnis in der Form eines Dienstvertrages, der eine Geschäftsbesorgung zum Gegenstand hat (§§ 675, § 611 BGB). Bestandteil des Girovertrages kann auch ein Zahlungsdiensterahmenvertrag gemäß § 675f Abs. 2 BGB sein, sofern über diesen Zahlungsdienste erbracht werden. Insoweit wird ein Zahlungsdienstleister nach § 675f Abs. 2 BGB durch einen Zahlungsdiensterahmenvertrag verpflichtet, für den Zahlungsdienstnutzer einzelne und aufeinander folgende Zahlungsvorgänge auszuführen sowie gegebenenfalls für den Zahlungsdienstnutzer ein auf dessen Namen oder die Namen mehrerer Zahlungsdienstnutzer lautendes Zahlungskonto zu führen. Ausdrücklich stellt § 675f Abs. 2 BGB fest, dass ein Zahlungsdiensterahmenvertrag auch Bestandteil eines sonstigen Vertrages sein oder mit einem anderen Vertrag zusammenhängen kann.
Die Geschäftsbesorgung der Kreditinstitute besteht in der Praxis in der Regel darin, für den Kunden ein Giro-/Kontokorrentkonto zu eröffnen und über dieses Konto nach Weisung des Kunden
1. die Barauszahlung, Bareinzahlung und Überweisung (auch Echtzeitüberweisung) von Geldbeträgen vorzunehmen,
2. Online Banking durchzuführen,
3. Lastschriften einzuziehen oder einzulösen,
4. Scheckeinlösung und Scheckinkasso vorzunehmen,
5. Wechseleinlösung und Wechselinkasso vorzunehmen,
6. Debitkarten-Transaktionen einzulösen,
7. Kreditkarten-Transaktionen einzulösen,
8. die entsprechenden Buchungen auf dem Konto vorzunehmen,
9. Vordrucke (Überweisungen, Schecks, Karten etc.) zur Verfügung zu stellen,
10. Kontoauszüge zu erstellen und zu versenden.

Für viele dieser Bankgeschäfte gibt es Sonderbedingungen, die Bestandteil der Allgemeinen Geschäftsbedingungen sind.
Im Hinblick auf die Anwendbarkeit des neuen Zahlungsdiensterechts ist zu beachten, dass das am 31. Oktober 2009 in Kraft getretene neue Zahlungsverkehrsrecht in Art. 229 § 22 EGBGB folgende Übergangsregelung vorsieht:

„Auf Schuldverhältnisse, die die Ausführung von Zahlungsvorgängen zum Gegenstand haben und die vor dem 31. Oktober 2009 entstanden sind, ist Artikel 248 §§ 4 und 13 EGBGB-neu nicht anzuwenden. Ist mit der Abwicklung eines Zahlungsvorgangs vor dem 31. Oktober 2009 begonnen worden, sind das Bürgerliche Gesetzbuch und die BGB-Informationspflichten-Verordnung jeweils in der bis dahin geltenden Fassung anzuwenden.“

Demnach wird bei Zahlungsvorgängen, die ab dem 31. Oktober 2009 abgewickelt werden, das neue Zahlungsverkehrsrecht angewendet. Vor diesem Zeitpunkt gilt das „alte“ Recht. Ist also beispielsweise eine Überweisung vor dem 31. Oktober 2009 in Auftrag gegeben worden oder wurde vor dem 31. Oktober 2009 Geld am Geldautomaten verfügt, werden die vor dem 31. Oktober 2009 geltenden Regelungen angewendet. Das neue Recht wird also erst nach und nach die zahlungsverkehrsrechtlichen Sachverhalte und Gerichtsentscheidungen bestimmen.

## Regelungen zum Zahlungsverkehr

### Inhalt der EU-Richtlinie 2007/64/EG über Zahlungsdienste im Binnenmarkt
Diese EU-Richtlinie stellt aufsichts- und zivilrechtliche Regeln für die Erbringung von Zahlungsdiensten auf, unter die Überweisungen, Lastschriften und Kartenzahlungen fallen. Scheck- und Wechselzahlungen sind hingegen ausgenommen. Das Regelwerk ist mit 96 Artikeln sehr umfangreich. Es unterteilt sich in folgende Regelungskomplexe:
1. Anwendungsbereich und Definitionen
2. Aufsichtsrecht für Zahlungsinstitute
3. Informationspflichten des Zahlungsdienstleisters
4. Rechte und Pflichten bei Erbringung und Nutzung von Zahlungsdiensten
5. Durchführungsmaßnahmen
6. Schlussbestimmungen.

Die EU-Richtlinie ist in Deutschland auf Beschluss der Bundesregierung mit zwei Gesetzesvorhaben umgesetzt worden, die sich auf die Punkte 2, 3 und 4 der EU-Richtlinie beziehen.

### Aufsichtsrechtliche Regelungen
Artikel 1 des Zahlungsdiensteumsetzungsgesetzes, das Gesetz über die Beaufsichtigung von Zahlungsdiensten (Zahlungsdiensteaufsichtsgesetz – ZAG), sieht für die neue Institutskategorie der Zahlungsinstitute (Nicht-Banken, die bestimmte Zahlungsdienste anbieten) ein spezifisches Erlaubnisverfahren und besondere Regelungen für eine laufende Aufsicht vor, die Bundesanstalt für Finanzdienstleistungsaufsicht stellt in Zusammenarbeit mit der Deutschen Bundesbank die Einhaltung der Regeln sicher. Die neuen Regelungen sind am 31. Oktober 2009 in Kraft getreten.
- Zahlungsinstitute sind demnach Unternehmen, die gewerbsmäßig oder in einem Umfang, der einen in kaufmännischer Weise eingerichteten Geschäftsbetrieb erfordert, Zahlungsdienste erbringen.
- Einlagenkreditinstitute, auch wenn sie Zahlungsdienste erbringen, zählen nicht zu den Zahlungsinstituten. Für sie gelten die besonderen Regelungen des ZAG daher grundsätzlich nicht. Einlagenkreditinstitute mit Banklizenz brauchen keine gesonderten Lizenz um Zahlungsdienste zu leisten.
- Zahlungsdienste sind beispielsweise das Auszahlungs-, das Lastschrift-, das Überweisungs-, das Zahlungskarten-, das Zahlungsauthentifizierungs-, das digitalisierte Zahlungs- und das Finanztransfergeschäft.

Außerdem sind Nebendienstleistungen, wie Devisengeschäfte, Dienstleistungen für den Datenschutz und der Betrieb von Zahlungssystemen, gestattet.
- Scheck- und Wechselverkehr, der gewerbsmäßige Transport von Banknoten und Münzen, Zahlungsvorgänge innerhalb eines Zahlungs- oder Wertpapierabwicklungssystems bzw. solche, die im Zusammenhang mit der Bedienung von Wertpapieranlagen oder von technischen Dienstleistern erbracht werden, zählen nicht zu den Zahlungsdiensten, ebenso wenig wie Zahlungsvorgänge zwischen Zahlungsdienstleistern untereinander, auf eigene Rechnung sowie, innerhalb eines Konzerns und einer kreditwirtschaftlichen Verbundgruppe.
- Zahlungskonten dürfen von Zahlungsinstituten nur zur Nutzung von Zahlungsvorgänge geführt werden. Zahlungsinstitute dürfen keinerlei Einlagen oder andere rückzahlbare Gelder entgegennehmen. Guthaben auf Zahlungskonten, die bei einem Zahlungsinstitut geführt werden, dürfen nicht verzinst werden. Zahlungsinstitute dürfen kein elektronisches Geld ausgeben.
- Kredite dürfen nur vergeben werden, wenn folgende Voraussetzungen kumulativ vorliegen:
  - die Kreditgewährung ist Nebentätigkeit und erfolgt ausschließlich im Zusammenhang mit Zahlungsvorgängen,
  - die Rückzahlung erfolgt spätestens innerhalb von 12 Monaten und
  - der Kredit wird nicht aus Kundengeldern refinanziert.
- Kapital – Zahlungsinstitute in Abhängigkeit von der erbrachten Dienstleistung über ein Anfangskapital zwischen 20.000 und 125.000 Euro zu verfügen. Für das Betreiben des Finanztransfergeschäfts ist ein Anfangskapital in Höhe von 20.000 Euro vorzuhalten. Führt das Zahlungsinstitut Lastschriften, Überweisungen oder Kartentransaktionen aus, sind 125.000 Euro vorgegeben. Neben einem Anfangskapital ist eine laufende Kapitalausstattung vorzuhalten, die in Abhängigkeit von den Transaktionsvolumina berechnet wird.
- Sicherung. Vorgesehen sind Sicherungsmaßnahmen wie das „Ring Fencing“ (Trennung der Kundengelder von sonstigen Mitteln des Zahlungsinstituts) oder die Aufnahme von Versicherungen bzw. Garantien zum Schutz der Kundengelder.
- Zulassung. as Zahlungsinstitut muss vor Beginn seiner Tätigkeit eine Zulassung einholen. Voraussetzungen der Zulassung sind solide Unternehmenssteuerung, klare Organisationsstruktur, solide Verwaltungs- und Rechnungslegungsverfahren, Tätigkeitsprogramm des Zahlungsinstituts, Geschäftsplan mit Budgetplanung, Nachweis über das Anfangskapital, Qualifizierung der Geschäftsführung. Die Zulassung durch die BaFin ist in allen Mitgliedstaaten der Europäischen Union gültig.

Ein Diskriminierungsverbot regelt objektiv den Zugangs zu Zahlungssystemen, der nicht diskriminierend und verhältnismäßig sein muss. Einschränkungen zur Absicherung bestimmter Risiken, wie beispielsweise Erfüllungsrisiko, operationelles Risiko und unternehmerisches Risiko, sowie zum Schutz der finanziellen und operativen Stabilität des Zahlungssystems sind jedoch zulässig. Unzulässig sind Beschränkungen, die auf den Status des teilnehmenden Instituts abstellen.

### Änderungen des Kreditwesengesetzes
Artikel 2 des Gesetzes zur Umsetzung der aufsichtsrechtlichen Vorschriften der Zahlungsdiensterichtlinie sieht Änderungen des Kreditwesengesetzes vor. Da bisher das Girogeschäft wesentliche gemeinsame Schnittmengen mit den im Annex der Zahlungsdiensterichtlinie näher beschriebenen Zahlungsdiensten der Zahlungsinstitute aufweist, bleibt das Girogeschäft als Bankgeschäft, so die Begründung zum Regierungsentwurf, nur erhalten, soweit dies die Durchführung des bargeldlosen Zahlungsverkehrs für das Scheck- und Wechselinkasso sowie das Reisescheckgeschäft betrifft: D. h. der Begriff „Girogeschäft“ wird durch die Begriffe „Scheck- und Wechselinkasso“ sowie „Reisescheckgeschäft“ ersetzt.

## Zivilrechtliche Regelungen

### Anwendung
Die neuen Regelungen gelten für folgende Zahlungsdienste: Überweisungen, Lastschriften, Debit- und Kreditkartentransaktionen, Bareinzahlungen und -abhebungen von einem Zahlungskonto sowie das Online-Banking. Nicht betroffen sind Barzahlungen, Bargeldtransporte, Geldumtauschgeschäfte, sofern diese keinen Kontenbezug haben, Schecks, Wechsel, Gutscheine, Schuldscheine, Zahlungsvorgänge im Zusammenhang mit der Bedienung von Wertpapieranlagen.
Die Zahlungsdienstleister haben ihre Kunden über die entsprechenden neuen Regeln zu unterrichten. Will der Zahlungsdienstleister den Rahmenvertrag ändern, muss er den Nutzer zwei Monate vorher schriftlich informieren.

### Ablehnung von Zahlungsaufträgen
Zahlungsaufträge können durch die Bank abgelehnt werden, wenn der Kunde vereinbarte Bedingungen zur Ausführung der Zahlung nicht eingehalten hat, wie IBAN, BIC, Empfängername oder hinreichende Deckung. Der Kunde muss über die Ablehnung sofort informiert werden.

### Ausführung
Laut der neuen gesetzlichen Regelung sind „Die beteiligten Zahlungsdienstleister sowie zwischengeschaltete Stellen […] zum Abgleich von Kontonummer bzw. Kundenkennung und Empfängername nicht mehr verpflichtet“, d. h.: eine Haftung durch die Bank entfällt, wenn der Kunde relevante Daten zur Kundenkennung nicht korrekt angegeben hat. Der Zahlungsbetrag muss spätestens am Ende des auf den Zugangszeitpunkt des Zahlungsauftrags folgenden Geschäftstag beim Empfänger eingehen.

### Haftung
Im BGB § 675u-z werden sowohl der Anspruch auf Anwendungsersatz des Zahlungsdienstleisters als auch der Anspruch auf Erstattung des Zahlers bei Belastung aufgrund nicht autorisierter Zahlung geregelt. Die Regelung entspricht der bisherigen Rechtslage.